# Grecia en los Juegos Olímpicos de Grenoble 1968
Grecia estuvo representada en los Juegos Olímpicos de Grenoble 1968 por tres deportistas masculinos que compitieron en dos deportes.
El portador de la bandera en la ceremonia de apertura fue el esquiador alpino Dimitrios Pappos. El equipo olímpico griego no obtuvo ninguna medalla en estos Juegos.